# Sthène
Lo sthène è l'unità della forza del Sistema MTS, utilizzata in Unione Sovietica tra il 1933 e il 1955. Il simbolo è sn. È anche usato per misurare la spinta.
1 sn 
= 1 t·m/s²
= 103 kg·m/s² = 103N = 1 kN
= 101,97 kgf = 1,0197 x 102 kgf